# František Smolík
František Smolík (ur. 23 stycznia 1891 w Pradze, zm. 26 stycznia 1972 w Pradze) – czeski aktor.
W latach 1920–1968  zagrał w ponad 75 filmach.

## Wybrana filmografia
- 1920: Plameny života
- 1921: Černí myslivci
- 1937: Biała zaraza
- 1941: Cioteczka
- 1941: Turbina
- 1942: Miasteczko na dłoni
- 1947: Skrzypce i sen
- 1948: Krakatit
- 1955: Psiogłowcy
- 1956: Grubasku, wyjdź z worka
- 1956: Igraszki z diabłem
- 1959: Ucieczka przed cieniem
- 1959: Królewna ze złotą gwiazdą
- 1960: Romeo, Julia i ciemność
- 1963: Ikaria XB 1